# Irén Ágay

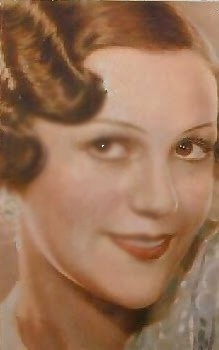
Irén Ágay (1934) – ungarische Schauspielerin

Irén Ágay (anhörenⓘ),  in Österreich zumeist als Iréne Ágay bzw. Irene Agay angeführt, später verheiratete Irén Ágay Székely (* 23. Februar 1913 als Irén Ágai in Budapest, Österreich-Ungarn; † 2. September 1950 in Hollywood, Kalifornien, Vereinigte Staaten) war eine ungarische Schauspielerin.
Sie war von 1933 bis zu ihrem Tod mit dem Regisseur Steve Sekely (eigentlich István Székely) verheiratet; ihr Bruder István Ágai (1916–1984) war ein Kameramann und ungarischer Korrespondent von FOX.

## Leben und Karriere
Irén Ágay wurde am 23. Februar 1913 als Tochter von Adolf Ágay (1879–1959) und Maria Steiner in Budapest geboren. Wenige Stunden zuvor hatten ihre Eltern noch eine Theatervorstellung besucht, was, wie Ágay in späteren Jahren meinte, dazu beigetragen habe, dass sie eine Schauspielerin geworden sei. Die Eltern heirateten nur rund einen Monat nach ihrer Geburt am 24. März 1924 im VI. Budapester Bezirk. Bereits als Kind begann sie mit der Schauspielerei, wo sie unter anderem am Terézkörúti Theater oder am Vígszínház zum Einsatz kam. Danach begann sie eine Ausbildung an der Országos Színészegyesület, die sie im Jahre 1931 erfolgreich abschloss. Bereits mit 20 Jahren hatte sie Hauptrollen in lokalen Produktionen in Budapest inne. Sie erhielt unter anderem gute Kritiken für ihre Darstellung der Emmy im gleichnamigen Schauspiel; die Kritiken für ihr Mitwirken als Kleopatra in Bernard Shaws Caesar und Kleopatra fielen jedoch durchwegs negativ aus. Vor allem in den Jahren 1931 bis 1935 wirkte Ágay als Theaterschauspielerin am Vígszínház und war dabei vor allem in modernen und komischen Werken zu sehen. 1936 war sie zudem bei den Kamara Színházban, den Budapester Kammerspielen, und 1937 beim Művész Színház. Auf der Bühne wurde Ágay daraufhin auch von István Székely (später als Steve Sekely bekannt), der Ausschau nach einer Schauspielerin für seinen nächsten Film hielt, entdeckt. In dem im Jahre 1933 erschienenen Film Iza néni trat sie daraufhin an Seite von Schauspielern wie Sári Fedák, Pál Jávor, Ella Gombaszögi, Karola Zala, Sári Kürthy, Kató Eõry, Karl Huszár-Puffy oder Oskar Beregi in Erscheinung. Aus der Arbeit mit Székely entstand eine lebenslange Zusammenarbeit, wobei Ágay in den nachfolgenden Jahren oftmals von Székely als Schauspielerin oder Beraterin eingesetzt wurde. Am 24. Oktober 1933 heiratete das Paar und brachte es bis zum frühen Tod Ágay zu insgesamt 14 gemeinsamen Produktionen.
Ágay blieb weiterhin als Theaterschauspielerin aktiv, wobei sich Székely stets bemühte, seinen Drehplan an die Bühnenverpflichtungen seiner Ehefrau anzupassen. Obwohl sie selbst zumeist meinte, kein Gesangstalent zu haben, trat sie auf der Bühne des Öfteren auch mit Gesangseinlagen auf und wirkte unter anderem im Jahre 1935 im österreichischen Musicalfilm Hoheit tanzt Walzer mit. Zur damaligen Zeit war es in Ungarn üblich, Filme in mehreren Sprachversionen zu drehen. Ágay spielte des Öfteren ihre Rolle in mehreren Sprachen und wurde dabei nicht lippensynchronisiert. Im Jahre 1934 war sie als Klárika, die Apothekerin in Mindent a nöért!, einer Komödie unter der Regie von Béla Gaál und Géza von Cziffra, zu sehen. Ebenfalls 1934 hatte sie Auftritte in den Filmen Lila akác, wo sie neben György Nagy, Gyula Kabos und Irén Biller eine der Hauptrollen innehatte, und Búzavirág – beides Produktionen ihres Ehemannes. Beide Patria-Filme wurden ausschließlich auf Ungarisch produziert; es gab keine deutsche Fassung.
Nachdem sie bereits einige Jahre davor im gleichnamigen Theaterstück brilliert hatte, wurde Ágay im Jahr 1934 von ihrem Ehemann auch im Film Emmy in der Haupt- und Titelrolle eingesetzt. Neben ihrem Auftritt in Max Neufelds Hoheit tanzt Walzer, in dem sie in der weiblichen Hauptrolle Prinzessin Marika verkörperte, stellte sie im Jahr 1935 in Béla Gaáls Komödie Címzett ismeretlen die weibliche Hauptrolle an der Seite von Gyula Kabos und Imre Ráday dar. Der Film Hoheit tanzt Walzer entstand in zumindest drei verschiedenen Fassungen – auf Deutsch, auf Tschechisch und auf Französisch, wobei in der letztgenannten andere Schauspieler zum Einsatz kamen. Für Ágay war es der erste deutschsprachige Film. Neufeld und Julius Außenberg, der der Produktionsleiter von Hoheit tanzt Walzer war, waren davor nur durch Zufall auf Ágay gekommen. Während sie zu Dreharbeiten für den Film in Budapest waren, besuchten sie das Vígszínház, wo ihnen vor allem die kaum ein Wort Deutsch sprechende, jedoch sehr talentierte und in Budapest äußerst beliebte Ágay aufgefallen war. Da Neufeld zu diesem Zeitpunkt noch eine weibliche Hauptrolle für seinen Film suchte, trat man mit Ágay in Verbindung, ehe der damals 20- oder 21-Jährigen nach erfolgreichen Probeaufnahmen ein Vertrag für insgesamt drei Filme angeboten wurde.
Im Jahr 1936 setzte sie ihr Ehemann in Szenzáció und abermals in einer Hauptrolle in Nászút féláron – dabei zum wiederholten Male an der Seite von Pál Jávor und Gyula Kabos – ein. Noch bevor das Ehepaar im folgenden Jahr in die Vereinigten Staaten reiste, kamen zumindest noch zwei Produktionen mit Ágays Beteiligung heraus. Abermals unter der Regie Székelys war sie in der Komödie Segítség, örököltem! in der Hauptrolle der Zsóka, Tochter des Bauern Bartha (gespielt von Gyula Gózon) zu sehen. Ebenfalls von Székely stammt der Film Hochzeitsreise zu 50 %, in dem erneut Gyula Kabos einer ihrer Filmpartner war. Der Film wurde in und um Neapel gedreht, wobei unter anderem auch ein Kriegsschiff, sowie ein U-Boot der italienischen Marine als Filmkulissen dienten. Die Kritiken für den Film fielen mäßig aus, was mitunter auch den sprachlichen Schwierigkeiten – der Großteil der Besetzung stammte aus Ungarn – geschuldet war.
Im Jahr 1937 kam die Jüdin zusammen mit ihrem Ehemann über den Hafen Cherbourg an Bord der Aquitania in die Vereinigten Staaten, wo das Schiff am 15. Dezember 1937 in New York City anlandete. Grund für die Reise war eine Einladung aus den Vereinigten Staaten mit den in den letzten Jahren produzierten Filmen durch das Land zu touren. Nachdem das Visum nach ein paar Monaten ablaufen war, musste das Ehepaar das Land verlassen, lebte danach einige Zeit in Mexiko, um in weiterer Folge 1939 gänzlich in die Vereinigten Staaten auszuwandern. Mit ein Grund hierfür war auch die sich zuspitzende Lage in Europa, die im Jahre 1939 im Ausbruch des Zweiten Weltkriegs gipfelte. In Hollywood wurden die beiden von bereits davor ausgewanderten gebürtigen Ungarn wie Bela Lugosi, Paul Lukas oder Joe Pasternak unterstützt. Während Székely, der sich in den USA fortan Steve Sekely nannte, bereits relativ bald wieder in die Vereinigten Staaten zurückkehren konnte, musste Ágay gleich einige Monate in Mexiko verbringen, ehe sie an der Seite ihres Ehemannes, der sie dort abholte, in die USA einreisen durfte. Während dieser Zeit erschienen im Jahr 1938 bereits davor abgedrehte Filme, an denen Ágay beteiligt war. In Két fogoly, bei dem ihr Mann Regie führte, spielte sie die Rolle der Zinajda (u. a. neben Pál Jávor und Gizi Bajor) und in Béla Gaáls Maga lesz a férjem sah man sie als Margit Balogh, wobei abermals Pál Jávor und Gyula Kabos an ihrer Seite mitwirkten.
Am 24. Juli 1939 unterzeichnete das Ehepaar, das am 6. März 1939 per Pkw, über den San Ysidro Port of Entry von Tijuana kommend, in die Vereinigten Staaten eingereist war, seine Einbürgerungsanträge. Zu diesem Zeitpunkt lebte das Paar abwechselnd in einem Haus in Hollywood und einem Haus in Los Angeles. Das Ehepaar hatte keine Kinder. Nach Ausbruch des Zweiten Weltkriegs war es ihr, im Gegensatz zu ihrem Ehemann, nahezu unmöglich, Arbeit beim Film zu bekommen. Während Sekely regelmäßigen Arbeiten als Regisseur und Drehbuchautor nachging, trat Ágay eine Zeitlang als Theaterschauspielerin in Erscheinung und tourte mit der Theatergruppe und dem Stück Don’t Mention It durchs Land. Danach meldete sie sich während des Krieges freiwillig als Krankenwagenfahrerin. Bei einer routinemäßigen Gesundheitsuntersuchung wurde bei Ágay eine gefährliche Hypertonie festgestellt. Die Krankheit war zu dieser Zeit kaum behandelbar; sie erhielt nur eine Diät, wobei die Krankheit bald darauf auch begann ihr Sehvermögen zu beeinträchtigen.
1946, als das Paar in einem Haus in West Hollywood lebte, kehrte Ágay wieder auf die Filmleinwände zurück, als sie unter der Regie ihres Ehemanns in The Fabulous Suzanne in einer kleineren Nebenrolle als Ginette zu sehen war. Als im Jahr 1949 der Abenteuerfilm Amazon Quest unter der Regie von Sekely und in den Hauptrollen mit Tom Neal und Carole Mathews erschien, wurde Ágay als Associate Producer geführt. Danach ging sie mit ihrem Mann nach Mexiko, wo der Film Stronghold gedreht wurde. Beim Dreh der spanischsprachigen Version des Films (Furia roja), in der Ágay in dieselbe Rolle wie bei der englischsprachigen Version schlüpfte, verschlechterte sich ihre chronische Erkrankung, weshalb sie die Produktion vorzeitig verließ und in die Vereinigten Staaten zurückkehrte. Danach lebte sie bis zu ihrem plötzlichen Ableben im gemeinsamen Haus in Hollywood, wo sich ihr Sehvermögen immer mehr verschlechterte, ehe sie komplett erblindete. Nachdem ihr von den Ärzten keine Aussicht auf eine Besserung gemacht wurde, starb sie am 2. September 1950 nach kurzer schwerer Krankheit im Cedars of Lebanon Hospital, das im Jahre 1961 mit dem Mount Sinai Hospital zum Cedars-Sinai Medical Center fusionierte, im Alter von 37 Jahren.

## Filmografie (Auswahl)
- 1933: Iza néni
- 1934: Mindent a nöért!
- 1934: Ida regénye
- 1934: Lila akác
- 1934: Búzavirág
- 1934: Emmy
- 1935: Címzett ismeretlen
- 1935: Hoheit tanzt Walzer
- 1936: Szenzáció
- 1936: Nászút féláron
- 1937: Segítség, örököltem!
- 1937: Hochzeitsreise zu 50 %
- 1938: Két fogoly
- 1938: Maga lesz a férjem
- 1946: The Fabulous Suzanne
- 1951: Stronghold

als Associate Producer
- 1949: Amazon Quest